# 费尔南多·埃斯特韦斯
费尔南多·埃斯特韦斯·德萨拉斯（西班牙語：Fernando Estévez de Salas，1788年3月3日—1854年8月14日），是西班牙雕塑家、画家和城市规划师。他被认为是加那利群岛中最重要的雕塑家。

## 生平
1788年，费尔南多·埃斯特韦斯出生在西班牙加那利群岛特内里费岛拉奥罗塔瓦的一个银匠家庭。从青年时代开始，费尔南多便展现了自己在造型艺术方面的天赋。他将自己的才能应用于银器的设计与制造中。
除了在家中施展艺术才能，他还广泛结识当地著名的城市景观艺术家。他在家乡的一所修道院首次接触了正式的艺术训练。后来他搬到拉斯帕尔马斯，在大加那利艺术工作室工作学习。1808年，他回到拉奥罗塔瓦，开创了自己的艺术工作室，开始独立创作雕塑和绘画。1846年，他在圣克鲁斯-德特内里费开设了另一个艺术工作室。他的创作以天主教艺术风格为主，其作品广泛散布在加那利群岛的各处。
1854年8月14日，他在圣克里斯托瓦尔-德拉拉古纳去世，享年66岁。这一天正好是圣母升天日的前一天。

## 作品
| 作品 | 西文名称                              | 中文名称             | 现存位置                                   | 附注               |
| ---- | ------------------------------------- | -------------------- | ------------------------------------------ | ------------------ |
|      | El Nazareno                           | 拿撒勒               | 拉帕尔马岛 圣克鲁斯-德拉帕尔马             | 十字               |
|      | Santísimo Cristo de la Sala Capitular | 牧师会礼堂的圣洁基督 | 圣克里斯托瓦尔-德拉拉古纳 拉拉古纳主教座堂 | 完成于1828年       |
|      | Nuestra Señora de Los Remedios        | 我们天主救主之母     | 特内里费岛 洛斯雷亚莱霍斯                  | 圣母，完成于1817年 |
|      | Nuestra Señora del Carmen Coronada    | 我们的迦密山圣母     | 特内里费岛 拉奥罗塔瓦                      | 1835年之前完成     |
|      | Santísimo Cristo del Calvario         | 耶稣受难             | 特内里费岛 拉奥罗塔瓦                      | 圣殇，1814年完成   |